# Portada/efemèride juny 3
Tony Curtis
« 2 de juny · 3 de juny · 4 de juny »